# Pere Lembrí

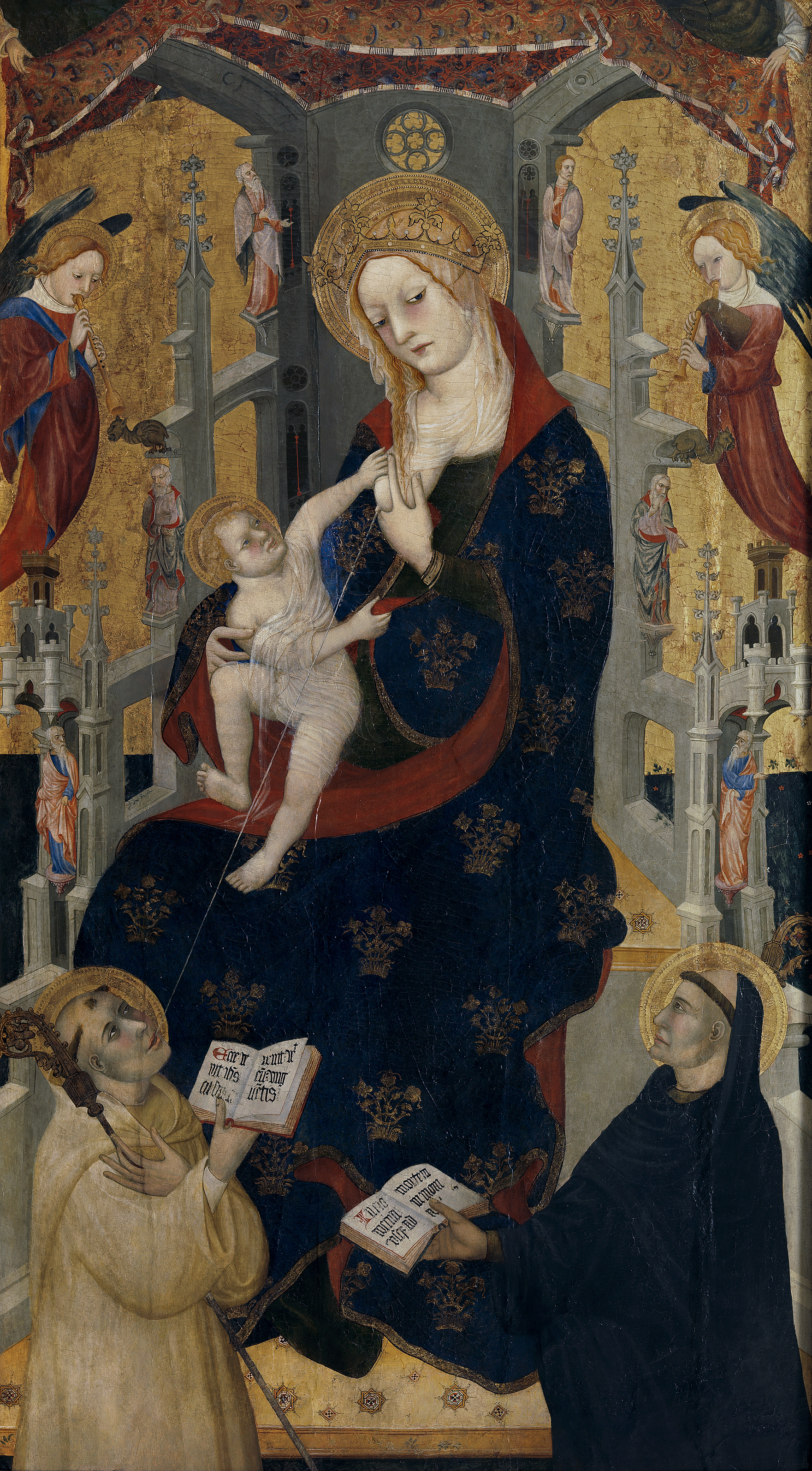
Virgen de la leche con el Niño, san Bernardo de Claraval y san Benito de Nursia, hacia 1410-1415, temple sobre tabla, 192 x 107 cm, Madrid, Museo del Prado.

Pere Lembrí (fl. 1399-1421) fue un pintor de estilo gótico internacional activo en las comarcas de Tortosa y el Maestrazgo. 
Pere Lembrí, autor del retablo de la ermita de los santos Juanes en Albocácer, al norte de la provincia de Castellón, en la comarca del Alto Maestrazgo, aparece documentado como residente en Morella, capital del Maestrazgo, hasta 1407, fecha en la que se trasladó a Tortosa. De la misma comarca castellonense podría proceder la tabla de la Virgen de la leche con el Niño, san Bernardo de Claraval y san Benito de Nursia, posiblemente pintada para el Monasterio cisterciense de Santa María de Benifassà en el Bajo Maestrazgo, obra incorporada en 2002 al Museo del Prado con atribución a Lembrí. También se le atribuyen las tablas de la Dormición de la Virgen y los Peregrinos y enfermos ante el sepulcro de los santos Pedro y Pablo, del Museo de Bellas Artes de Castellón, piezas de un retablo de procedencia desconocida. 